# Philipp Hofbauer
Pour les articles homonymes, voir Hofbauer.
Philipp Hofbauer, né le 20 août 2002 à Neunkirchen, est un coureur cycliste autrichien.

## Biographie
Philipp Hofbauer est originaire de Neunkirchen. Il est formé au RC Grafenbach, puis à la Team Stanger Kitzbühel. Dans les catégories de jeunes, il remporte plusieurs titres de champion régional de Basse-Autriche,. Il intègre ensuite l'équipe continentale WSA KTM Graz en 2021. Décrit comme un grimpeur, il se classe notamment douzième du Tour de Szeklerland en 2022. 
Lors de la saison 2024, il termine deuxième du contre-la-montre et troisième de la course en ligne aux championnats d'Autriche espoirs (moins de 23 ans). Il finit par ailleurs dix-neuvième et meilleur coureur autrichien du Tour de l'Avenir. La même année, il représente son pays aux championnats du monde de Zurich, dans le contre-la-montre par équipes en relais mixte.  

## Palmarès et résultats

### Palmarès par année
- 2024
  - 2e du championnat d'Autriche du contre-la-montre espoirs
  - 3e du championnat d'Autriche sur route espoirs

### Classements mondiaux
| Année                                 | 2021  | 2022  | 2023  | 2024  |
| ------------------------------------- | ----- | ----- | ----- | ----- |
| Classement mondial                    | 2339e | 2511e | 2695e | 1003e |
| UCI Europe Tour                       | 1561e | 1535e | 1582e | nc    |
|                                       |       |       |       |       |
| Légende : nc = non classéSource : UCI |       |       |       |       |